# Аббасов, Зульфигар Кули оглы
Зульфигар Кули оглы Аббасов (азерб. Zülfüqar Qulu oğlu Abbasov; 3 мая 1940, Борчалинский район — 1 апреля 2022) — советский и азербайджанский театральный режиссёр, драматург, народный артист Азербайджана (2000).

## Биография
Родился 3 мая 1940 года в селе Юхари-Сараль Борчалинского района Грузинской ССР (ныне село Земо-Сарали Марнеульского муниципалитета края Квемо-Картли).
Окончил Тбилисский государственный педагогический институт (1962) и Азербайджанский государственный театральный институт (1966).
В годы учёбы в Тбилиси выступал в драмкружке под руководством Ибрагима Исфаханлы. С 1967 года — актёр и режиссёр Ереванского государственного азербайджанского драматического театра имени Дж. Джаббарлы. С 1968 года — режиссёр Мингечаурского государственного драматического театра, режиссёр Казахского государственного драматического театра, вновь режиссёр, с 1992 года — директор, с 1999 года по 2010 год — главный режиссёр Мингечаурского государственного драматического театра имени М. Давудовой.
В Ереванском государственном азербайджанском драмтеатре сыграл роль Бахмана в пьесе «Увядшие цветы» Джафара Джаббарлы, поставил на сцене ряд пьес, большим успехом из которых пользовалась «Из под дождя да под ливень» Наджаф-бека Везирова. На сценах Мингечаурского и Казахского драмтеатров поставил пьесы: «Гаджи Кара» Мирза Фатали Ахундова, «Любовь и месть» Сулеймана Сани Ахундова, «Ревизор», «Женитьба» Гоголя, «Аликули женится» Сабита Рахмана, «Джеваншир», «Шейх Шамиль» Мехти Гусейна, «Песня осталась в горах», «Воссоединение влюблённых в аду» Ильяса Эфендиева, «Чёртов род» Химкета Мухтарова, «Виселица» Бахтияра Вагабзаде, «Мертвецы» Джалила Мамедкулизаде, «Алмаз», «Увядшие цветы» Джафара Джаббарлы, «Вагиф» Самеда Вургуна, «Час разлуки» Мара Байджиева и другие.
Автор ряда собственных произведений, поставленных на сценах Казахского и Мингечаурского драматических театров, пользовавшихся большой популярностью у зрителя.
Мастерство постановки и режиссура Зульфигара Аббасова была высоко оценено многими выдающимися театральными деятелями, постановки быстро завоевали любовь у зрителя.
Скончался 1 апреля 2022 года.

## Награды
- Народный артист Азербайджана (2000)
- Медаль «Прогресс» (2007)
- Почётный диплом Президента Азербайджанской Республики (2018)